# Nagy-Lengyelország

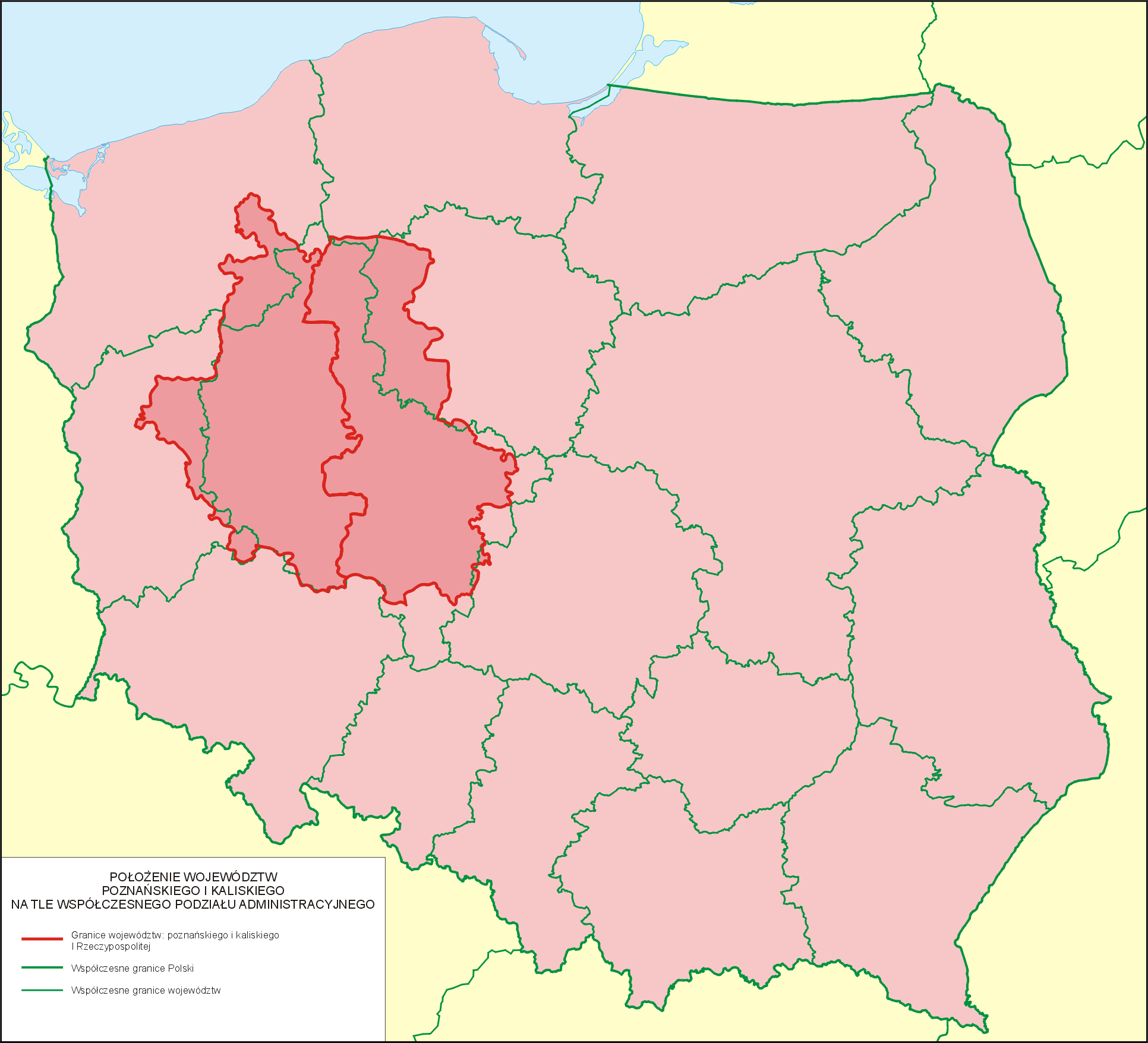

Nagy-Lengyelország (lengyelül: Wielkopolska, németül: Großpolen, latinul: Polonia Maior) Lengyelország történelmi régiója a mai ország középső-nyugati területén. A mai Nagy-Lengyelország volt a 9–10. században a polánok településterülete.

## Az országrész neve
Wielkopolska volt a kora középkori lengyel állam magja, gyakran mondják, hogy „a lengyel állam bölcsője” és abban az időben gyakran egyszerűen Lengyelországnak hívták (latinul: Poloniának). Nagy-Lengyelország neve először a „Polonia Maior” latin alakban jelent meg 1257-ben, lengyelül („w Wielkej Polszcze”) 1449-ben. A terület nevét lehet úgy is értelmezni, hogy Ó-Lengyelország, eltérően új Lengyelországtól, vagyis Kis-Lengyelországtól (lengyelül: „Małopolska”; latinul: „Polonia Minor”), mely Lengyelország déli területeit jelöli Krakkó fővárossal. 

## Földrajzi helyzete
Nagy-Lengyelországhoz tartozik a Warta folyó és mellékfolyói árterületének nagy része, többek között a Noteć folyóé is. Két nagy területrészre oszlik. Északon tóvidék terül el a jégkorszak alatt kialakult tavakkal és dombokkal. A déli rész síkság.
Adminisztratív szempontból a történelmi régió a mai  Nagy-lengyelországi vajdaságot és a Lubusi, Kujávia-pomerániai, valamint a Łódźi vajdaság egyes részeit tartalmazza.

### Fontosabb városai
(zárójelben a népesség 2003-ban)
- Poznań (581 200)
- Kalisz (106 500)
- Konin (83 600)
- Piła (76 800)
- Ostrów Wielkopolski (74 500)
- Gniezno (71 600)
- Leszno (63 500)
- Śrem (31 000)
- Turek (30 700)
- Krotoszyn (29 100)
- Września (28 900)
- Swarzędz (28 200)
- Jarocin (26 000)
- Kościan (24 500)
- Wągrowiec (24 500)
- Koło (24 300)
- Luboń (23 800)
- Środa Wielkopolska (22 200)
- Rawicz (21 700)
- Gostyń (20 800)
- Chodzież (20 500)